# Paleoceno
| Sistema/Período | Série/Época | Andar/Estágio  | Idade (Ma)   |
| --- | ----------- | -------------- | ------------ |
| Neogeno | Mioceno     | Aquitaniano    | mais recente |
| Paleogeno | Oligoceno   | Chattiano      | 23.03–28.1   |
| Paleogeno | Oligoceno   | Rupeliano      | 28.1–33.9    |
| Paleogeno | Eoceno      | Priaboniano    | 33.9–37.8    |
| Paleogeno | Eoceno      | Bartoniano     | 37.8–41.2    |
| Paleogeno | Eoceno      | Luteciano      | 41.2–47.8    |
| Paleogeno | Eoceno      | Ipresiano      | 47.8–56.0    |
| Paleogeno | Paleoceno   | Tanetiano      | 56.0–59.2    |
| Paleogeno | Paleoceno   | Selandiano     | 59.2–61.6    |
| Paleogeno | Paleoceno   | Daniano        | 61.6–66.0    |
| Cretáceo | Superior    | Maastrichtiano | mais antigo  |
| Subdivisão do Paleogeno de acordo com a Tabela Cronoestratigráfica Internacional versão 2015/1 da Comissão Internacional sobre Estratigrafia. |             |                |              |

Paleoceno é a primeira época da era Cenozoica, que está compreendida entre há cerca de 66 milhões de anos e cerca de 56 milhões de anos. O Paleoceno sucede o período Cretáceo da era Mesozoica e precede o Eoceno de sua era. O Nome Paleoceno vem do grego e significa algo como "mais antigo que o novo amanhecer", em relação a ter ocorrido imediatamente após a extinção massiva do evento K-T (ao final do período Cretáceo), e antes do período Eoceno (cujo nome significa "novo amanhecer").

## Clima e Geografia
De um modo geral, o mundo do Paleoceno continuou muito semelhante ao do período Cretáceo, a exceção de que todos os grandes animais haviam sido extintos na extinção K-T. Os continentes continuavam sua lenta marcha rumo as posições atuais; embora ainda estivessem em uma forma bem distinta da atual. A América do Sul e a Austrália permaneciam unidas a Antártida, a Índia ainda se deslocava em direção à Ásia, sendo separada desta pelo Oceano Tétis, o sul da Europa e norte da África eram um amontoado de ilhas na ligação entre os oceanos Tétis e Atlântico e a América do Norte e a Ásia permaneciam unidas por uma ponte de terra em Bering.
O clima era relativamente mais quente que o atual e parecia seguir a tendência de esfriamento, iniciada no início da era mesozoica, porém no final do Paleoceno houve um súbito aumento na temperatura do planeta, evento conhecido como Máximo térmico do Paleoceno-Eoceno, que marcou o fim deste período e o início do Eoceno.

## Flora e fauna
A flora dominante era, em geral, semelhante ao do Cretáceo, com a proliferação das plantas com flores (Angiospermas). A vegetação dominante eram os bosques tropicais de coníferas e árvores decíduas, ainda não existiam gramíneas.
Com relação a fauna, esta era predominantemente de sobreviventes da  extinção do Cretáceo-Paleógeno, sendo os principais animais da época os crocodilos, as aves e os pequenos mamíferos. As aves merecem um destaque especial, pois, sem a concorrência dos dinossauros, elas se desenvolveram e logo se tornaram os predadores terrestres dominantes, ainda que os mamíferos também tiveram um desenvolvimento significativo nesta época, com destaques para as ordens Condylarthra (sobreviventes do Cretáceo que parecem ser os ancestrais dos ungulados atuais), Creodonta (os primeiros predadores mamíferos) e Plesiadapiformes (que se acredita serem os ancestrais dos primatas).

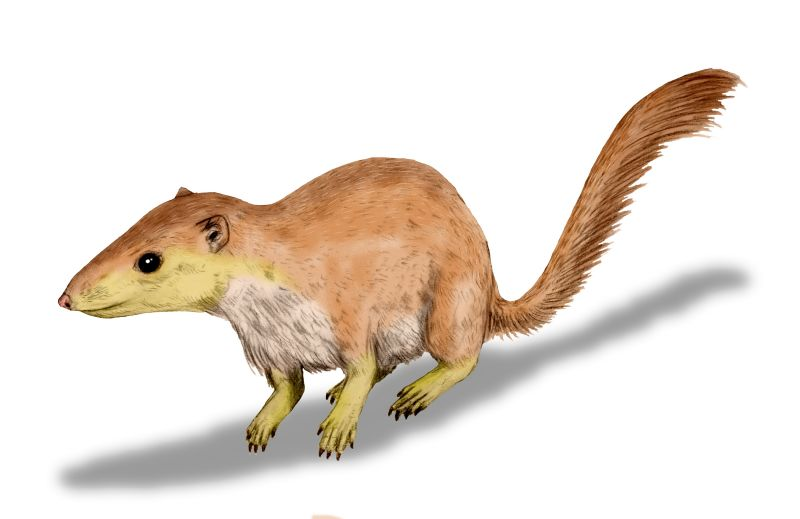
Purgatorius unio Um mamífero primitivo Comprimento: 10 cm
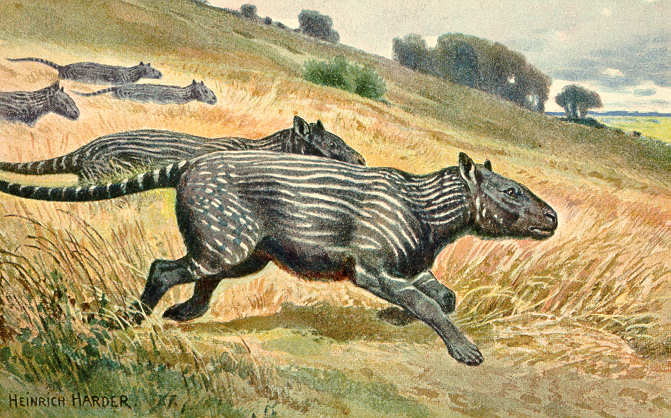
Phenacodus primaevus Um condilartro Comprimento: 1,5 m
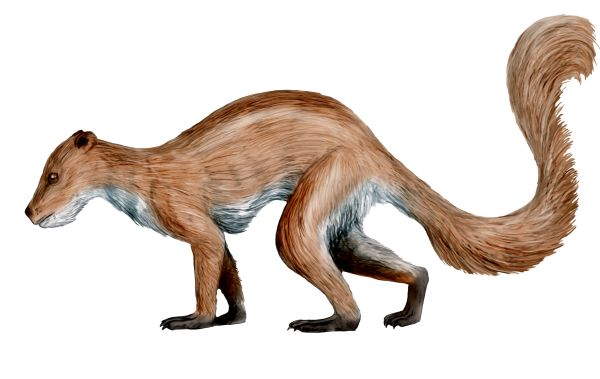
Plesiadapis tricuspidens Um plesiadapiforme Comprimento: 30 cm
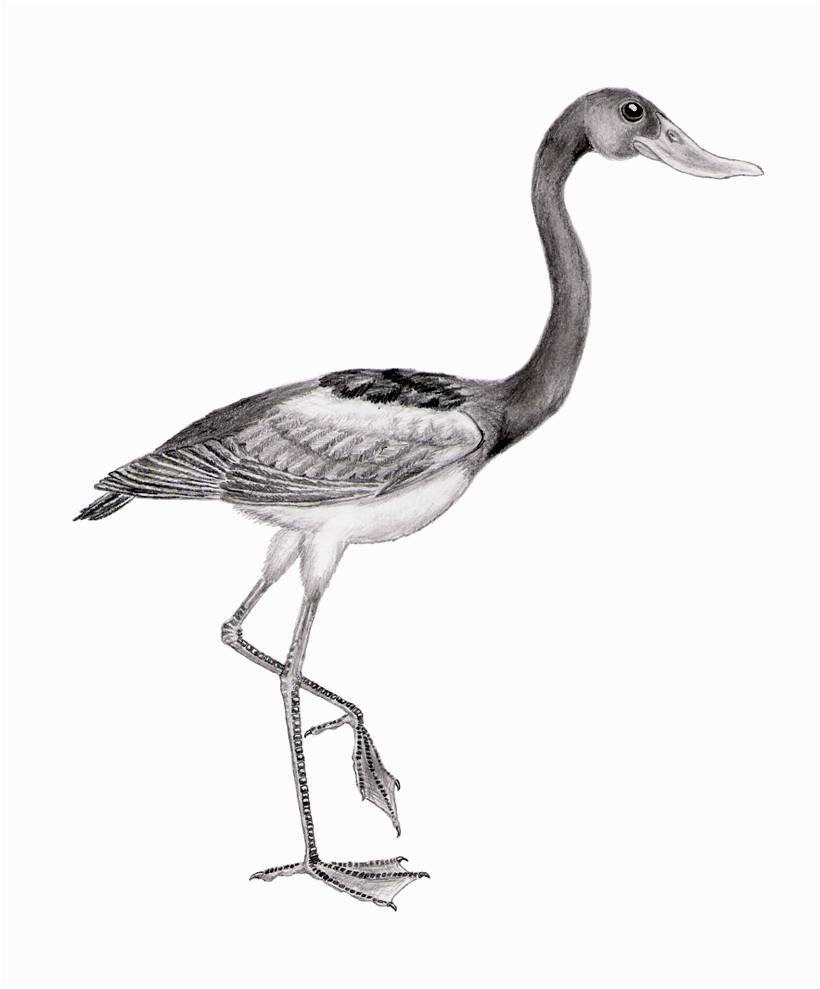
Presbyornis isoni Uma ave anseriforme Altura: 1,2 m
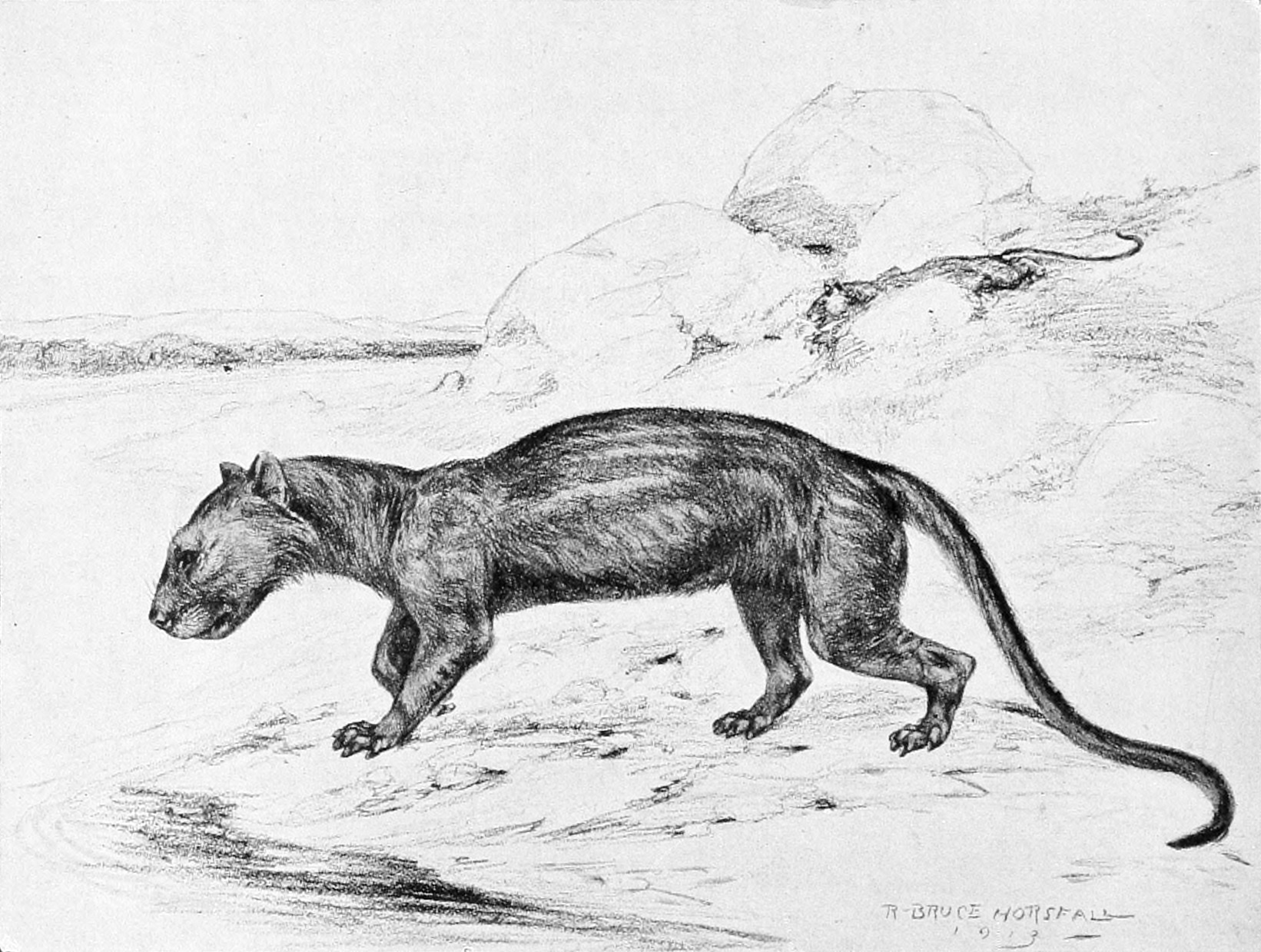
Oxyaena luína Um creodonte Comprimento: 1 m
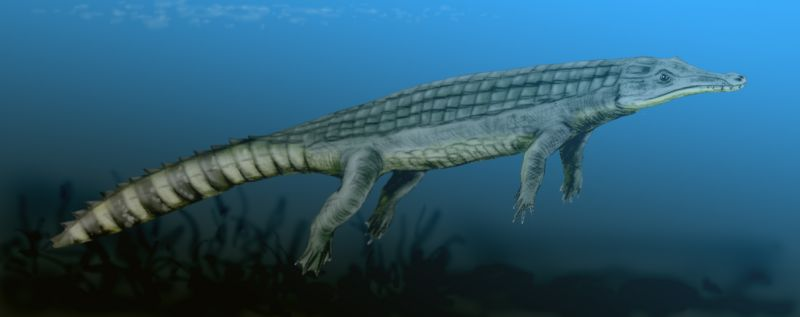
Chenanisuchus lateroculi Um crocodilo Comprimento: 4 m
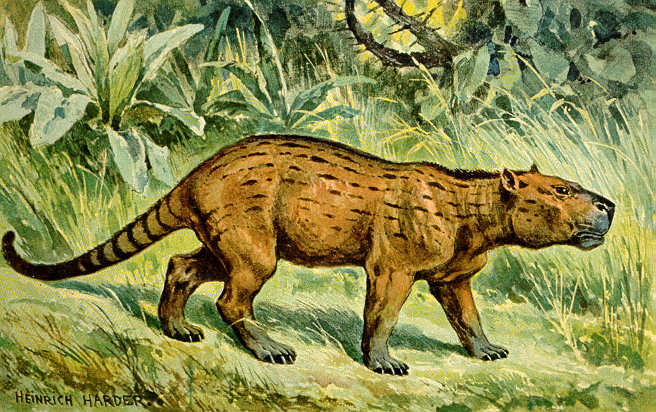
Pantolambda bathmodon Um pantodonte Comprimento 2 m
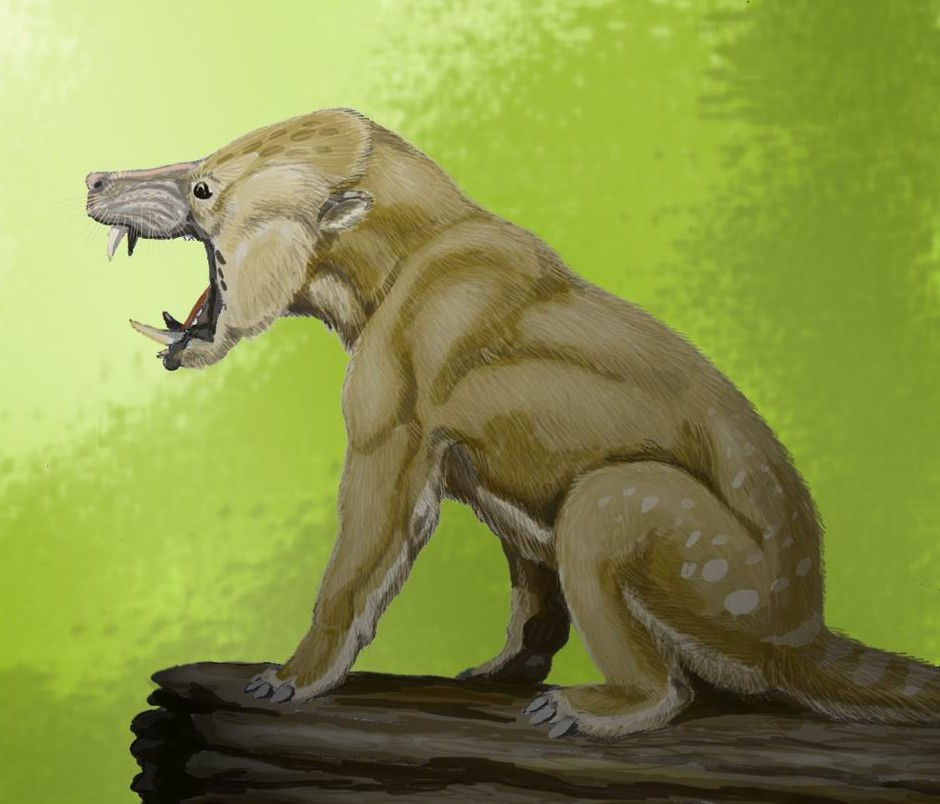
Arctocyon primaevus Um condilartro Comprimento: 1,8 m
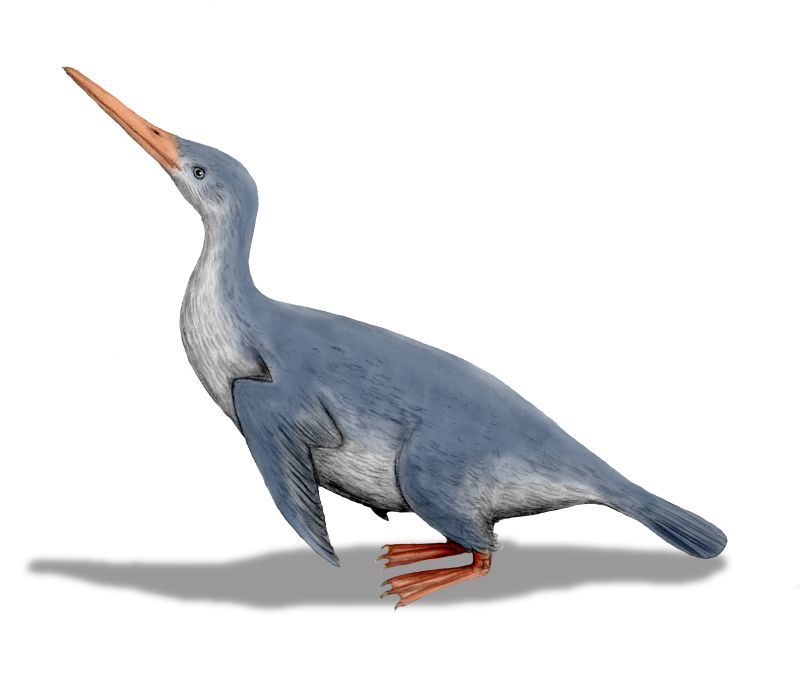
Waimanu Uma ave esferniciforme